# Румен Гашаров
Румен Гашаров е български художник.

## Биография
През 1951 г. постъпва в новосъздадената Национална художествена гимназия в София. Получава диплома номер едно при завършването на първия випуск. През 1962 г. завършва специалност живопис в Националната художествена академия при проф. Илия Петров.

## Творческа дейност
Направил е около 20 самостоятелни изложби в България, Чехия, Унгария, Англия, Германия и др.
Негови картини притежават:
- Пушкинският музей в Москва
- Националната художествена галерия
- Софийската градска художествена галерия
- 23 художествени галерии в страната
- частни колекции в България, Англия, Франция, Италия, Германия, Австрия, САЩ, Кипър, Дубай и др.

Автор е на стенописите:
- културен клуб – с. Голяма Желязна
- фоайето на хотел „Мелник“ – гр. Мелник
- зала-форум в Национален учебен комплекс по култура – Горна баня

## Награди
- първа награда за живопис от Национална изложба, посветена на град София
- годишна награда на Софийска община за изобразително изкуство
- годишна награда „Владимир Димитров – Майстора“
- първа награда за живопис от Международното биенале на хумора и сатирата в изкуствата, Габрово
- награда на СБХ от Национална изложба – Бургас

## Публикации
- Киров, Максимилиян. „Румен Гашаров“. – сп. Изкуство, бр. 10, 1967
- Димитров, Димитър Г. Румен Гашаров (монография), изд. „Български художник“, 1978, София
- Братанова, Велина. „III самостоятелна изложба на Румен Гашаров“. – сп. Изкуство, бр. 8, 1981
- Свинтила, Владимир. „Румен Гашаров“. – сп. Родна реч, кн.2, 1983
- Tasnàdi, Attila. „Rumen Gasharov“. – сп. Mai Bulgaria, бр. 5, 1983
- Маринска, Ружа. „Румен Гашаров“. – сп. Изкуство, бр. 10, 1987
- Гашаров, Румен. „София в моето творчество“. – сп. София, бр. 12, 1987
- Мутафов, Енчо. „Румен Гашаров“. – сп. Отечество, бр. 19, 1989
- Попова, Елена. „Румен Гашаров“. – сп. Септември, бр. 7, 1989
- „Изложба на Румен Гашаров в галерия ART36“. – сп. Проблеми на изкуството, бр. 4, 1991
- Маринска, Ружа. „Румен Гашаров“. – сп. Изкуство (Art in Bulgaria), бр. 67 – 70, 1999
- Свинтила, Владимир. „Писмо до Румен Гашаров“. – сп. Ек, бр. 6, 1999